# Psilacrum nigrocostale
Psilacrum nigrocostale är en tvåvingeart som beskrevs av Ismay 1986. Psilacrum nigrocostale ingår i släktet Psilacrum och familjen fritflugor. Inga underarter finns listade i Catalogue of Life.